# Riccardia compacta
Riccardia compacta là một loài rêu trong họ Aneuraceae. Loài này được Stephani S.W. Arnell mô tả khoa học đầu tiên năm 1952.